# Stülpnasen-Lanzenotter
Die Stülpnasen-Lanzenotter (Porthidium nasutum), auch Nasenlanzenotter oder Regenwald-Stülpnasenotter, ist eine Grubenotter aus der Gattung der Hakennasen-Lanzenottern (Porthidium).

## Taxonomie
Die wissenschaftliche Erstbeschreibung der Art erfolgte im Jahr 1868 durch den französischen Zoologen Marie Firmin Bocourt. Er ordnete sie damals unter der Bezeichnung Bothrops nasutus den Amerikanischen Lanzenottern (Bothrops) zu. Jonathan A. Campbell und William W. Lamar überführten die Art dann im Jahr 1989 als erste in die Gattung Porthidium und benannten sie um in Porthidium nasutum. Unterarten sind nicht bekannt.

## Merkmale
Die Stülpnasen-Lanzenotter ist sehr klein, wird etwa fingerdick und weist dabei einen leicht gedrungen wirkenden Körperbau auf. Sie erreicht eine Gesamtlänge zwischen 40 und 50, maximal bis 60 cm. Der pfeilspitzenförmige Kopf setzt sich deutlich von dem Hals ab. Es sind zwischen 8 und 11 (⌀ 9–10) Supralabialia (Oberlippenschilder), 10 bis 13 (⌀ 10–11) Sublabialia (Unterlippenschilder), 21 bis 27 (⌀ 23) Reihen gekielter Rückenschuppen um die Körpermitte, 123 bis 145 Ventralia (Bauchschilder) und 24 bis 41 nicht geteilte Subcaudalia (Unterschwanzschilder) vorhanden. Die Schnauzenspitze ist durch einen Fortsatz markant aufgeworfen, über den Augen ist je ein aufgestellter Kamm erkennbar. Die Pupille des kleinen Auges ist bei Lichteinfall senkrecht geschlitzt. Der Körper ist im Grunde dunkelgrau bis braun gefärbt. In Höhe der Nackenmitte beginnend zieht sich ein feines, hell ockerfarbenes Längsband (Dorsallinie) über die Rückenmitte bis zum Schwanz. Beiderseits davon liegen dunkelbraune, winkelförmige Flecken. Des Weiteren bedeckt die Flanken eine Reihe undeutlicher, dunkler Flecken. Zwischen Auge und Mundwinkel liegt ein dunkles Band. Der Bauch ist grau gefärbt und unregelmäßig dunkel gesprenkelt.

## Lebensweise
Die Stülpnasen-Lanzenotter ist sowohl am Tage als auch in der Nacht aktiv. Außerhalb der Unterschlüpfe kann sie gelegentlich beim Sonnenbaden auf Laubhaufen beobachtet werden. Durch die Körperzeichnung ist die Art sehr gut getarnt und wird nur schwer gefunden. Zum größten Teil ist sie bodenbewohnend, gelegentlich klettert sie jedoch auch im Geäst kleiner Büsche. Die Fortpflanzung erfolgt durch Ovoviviparie, Porthidium nasutum bringt also lebende Jungschlangen zur Welt. Dabei kann der Wurf bis zu 27 Jungschlangen umfassen. Zum Beutespektrum zählen in erster Linie kleine Echsen und Säugetiere. Gegenüber Menschen ist die Stülpnasen-Lanzenotter leicht erregbar.
In Gefangenschaft wies die Stülpnasen-Lanzenotter nach erfolgter Paarung eine Tragzeit von etwas mehr als 6 Monaten auf. Die Jungschlangen sind etwa 10 cm lang und häuten sich noch am Tag der Geburt das erste Mal.

## Toxikologie
Porthidium nasutum besitzt als Viper röhrige, einklappbare Giftzähne im vorderen Oberkiefer (solenoglyphe Zahnstellung), durch welche ein in Giftdrüsen produziertes Schlangengift in die Bisswunde injiziert wird. Bissunfälle treten häufig auf, tödliche Verläufe sind jedoch selten. Untersuchungen des Proteoms der Toxine von Porthidium nasutum, Porthidium ophryomegas und Cerrophidion godmani (bzw. Cerrophidion sasai nach neuerer Systematik) aus Costa Rica erwiesen für Porthidium nasutum das Vorhandensein neun verschiedener Proteinfamilien. Es ließen sich zwar reichlich Metalloproteasen und Serinproteasen nachweisen, ein (von einigen Autoren durchaus für möglich gehaltener) prokoagulativer (gerinnungsfördernder) Effekt auf die Hämostase (Blutgerinnung) im menschlichen Blutplasma konnte jedoch nicht erwiesen werden. Weiterhin ist im Toxin Phospholipase A₂ enthalten, worauf sich eine leichte myotoxische Wirkung zurückführen lässt. Das Auftreten von Blutungen (Hämorrhagien) ist möglich.

## Vorkommen

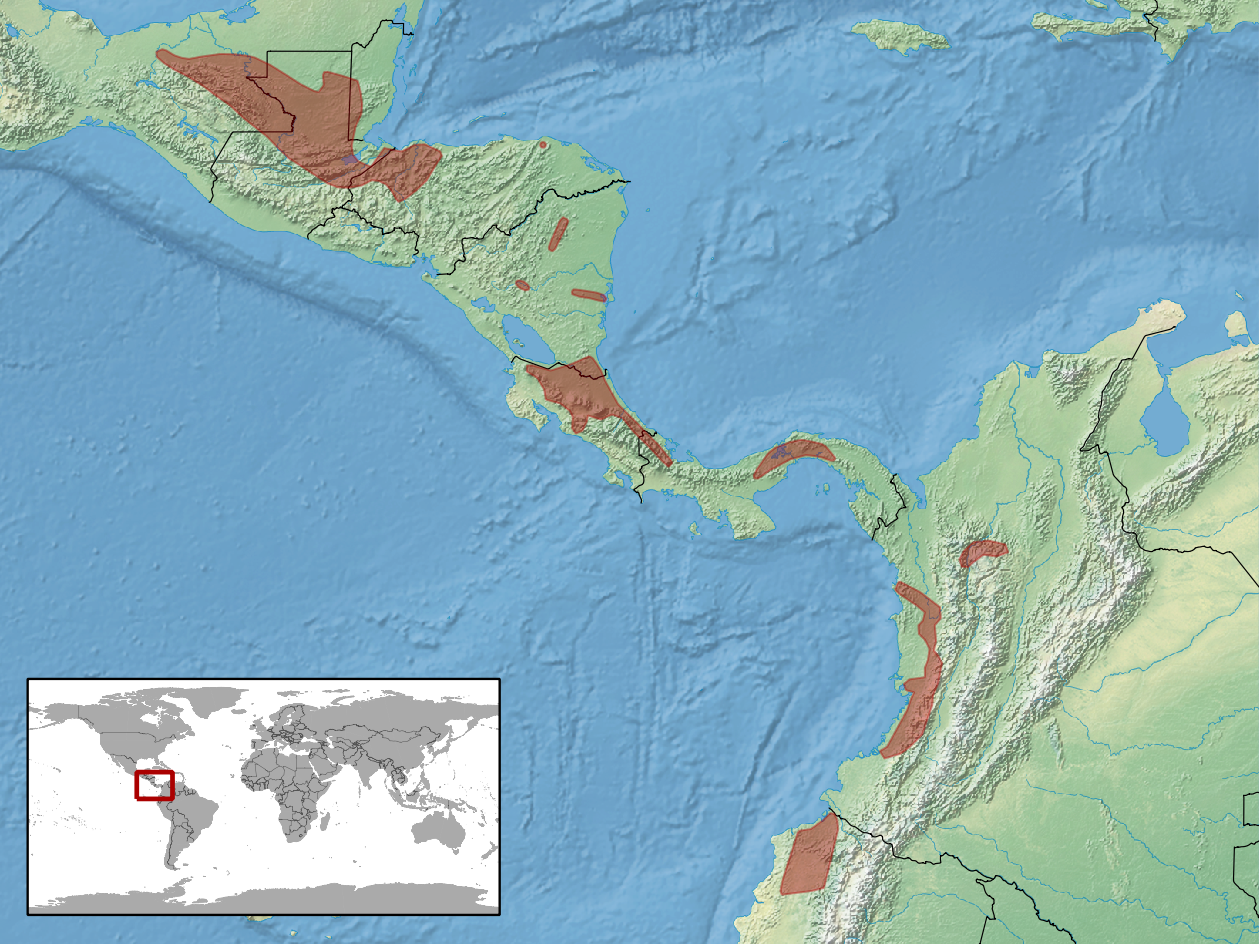
Verbreitungsgebiet

Das Verbreitungsgebiet erstreckt sich in Mittelamerika über Mexiko, wo Porthidium nasutum in Vera Cruz und Yucatan vorkommt, Belize, Guatemala, Honduras, Nicaragua, Costa Rica und Panama. Südwärts kommt sie bis Kolumbien und Ecuador vor. Es werden Gebiete in Höhen zwischen 0 und 900 m über dem Meeresspiegel besiedelt, ein Fund in Kolumbien in 1880 m Höhe ist als fragwürdig zu betrachten. Die Art ist nicht gefährdet, kommt relativ häufig vor und die Population wird insgesamt als stabil beurteilt. Die Fundorte innerhalb der bewohnten Lebensräume (in der Regel Tieflandregenwälder, zum Teil auch Trockenwälder) zeichnen sich durch hohe Feuchtigkeit aus. Die Viper hält sich unter Baumstämmen, Felsen und in Mauerwerk versteckt.